# جائزة إسبانيا الكبرى 2008
جائزة إسبانيا الكبرى 2008 (بالإنجليزية: 2008 Spanish Grand Prix)‏ هو سباق فورمولا 1 أقيم بتاريخ 27 أبريل، 2008 في حلبة دي كاتلونيا، برشلونة، إسبانيا. كان الرابع من أصل 18 في بطولة العالم لسباقات الفورمولا واحد موسم 2008. حلّ الفنلندي كيمي رايكونن أولا بينما جاء البرازيلي فيليبي ماسا في المركز الثاني وحصل على المركز الثالث البريطاني لويس هاملتون.